# Caulastrocecis
Caulastrocecis is een geslacht van vlinders van de familie tastermotten (Gelechiidae).

## Soorten
- C. furfurella (Staudinger, 1871)
- C. gypsella (Constant, 1893)
- C. interstratella (Christoph, 1873)
- C. perexigella Junnilainen, 2010
- C. pudicellus (Mann, 1861)
- C. tripunctella (Snellen, 1884)